# Bombardier Recreational Products

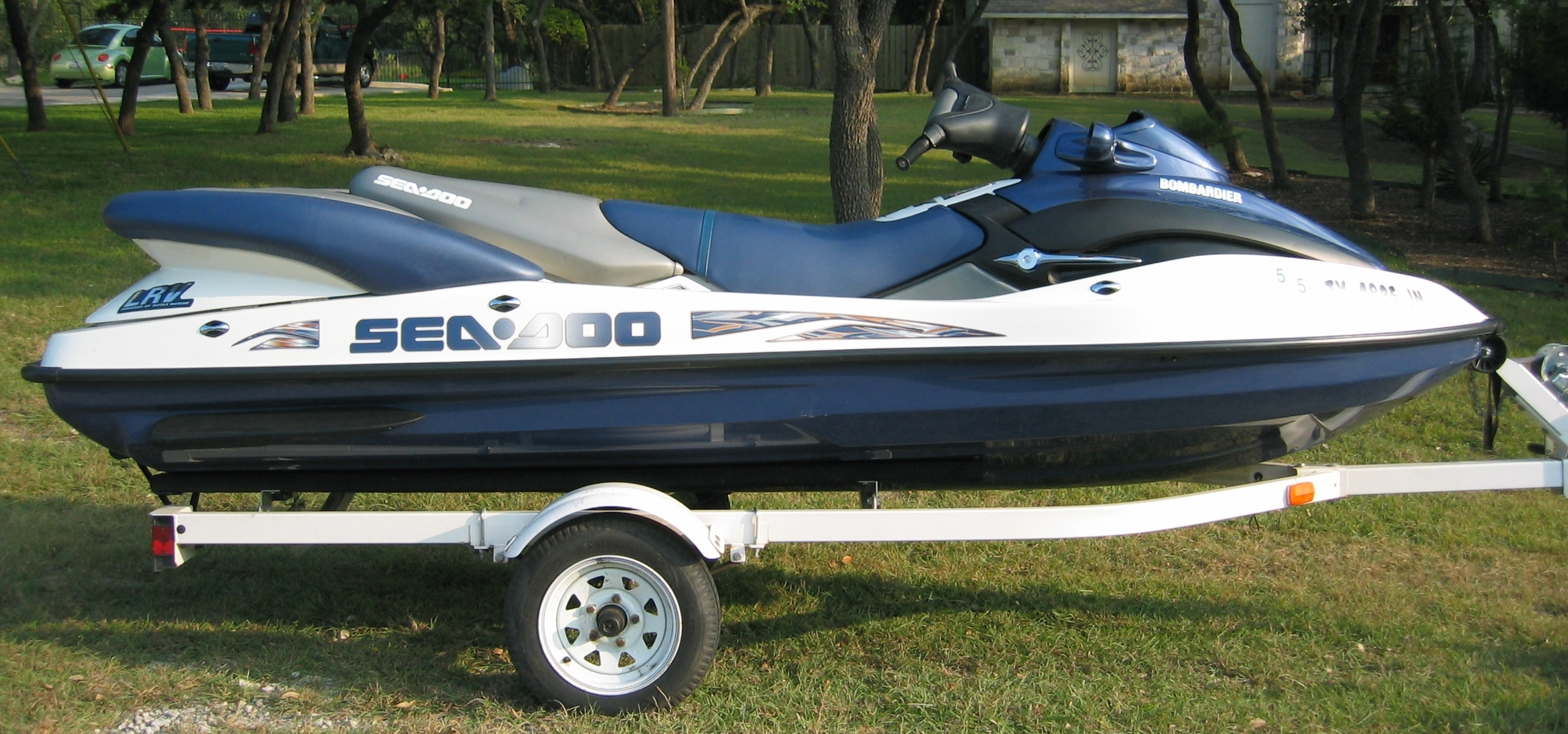
Bombardier Sea Doo

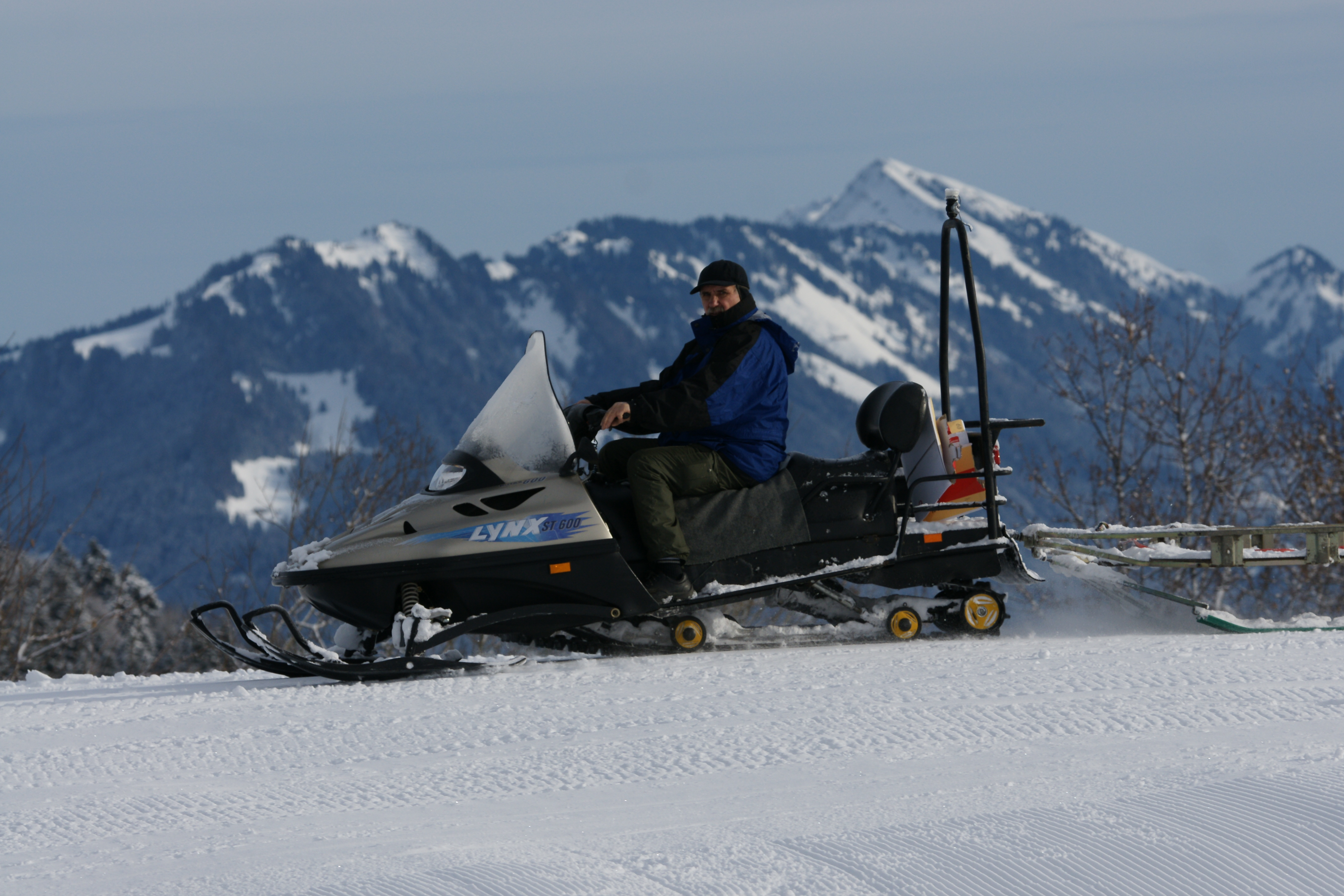
Sněžný skútr LYNX ST600

Bombardier Recreational Products nebo BRP je kanadská společnost vyrábějící sněžné a vodní skútry, sportovní lodě, čtyřkolky a motokáry, stejně jako spalovací motory (zejména přívěsné motory pod značkami Evinrude a Johnson).
BRP je součástí koncernu Bombardier Inc., sídlem firmy je Valcourt v Eastern Townships v provincii Québec.
Počátky společnosti se vztahují k roku 1942, kdy Joseph-Armand Bombardier založil společnost L'Auto-Neige Bombardier Limitée. V roce 2003 prodala Bombardier Inc. divizi Recreational Products skupině investorů ve složení: Bain Capital (50 %), rodina Bombardier (35 %) a Caise de Dépôt & Placements du Québec (15 %).
V roce 2009 měla firma kolem 5500 zaměstnanců, roční obrat činil v roce 2007 více než 2,5 miliardy dolarů. BRP má výrobní závody v šesti zemích, jsou jimi Kanada, USA (Wisconsin, Illinois, Severní Karolína), Mexiko, Finsko, Rakousko a Čína. Produkty firmy jsou distribuovány ve více než 80 zemích, v 18 z nich má BRP vlastní distribuční síť.
BRP pro své stroje používá značky Can-Am (ATV & Spyder Roadster), Sea-Doo (PWC a SportBoats), Lynx, Ski-Doo, Evinrude, Johnson a Rotax.